# Le Thé au harem d'Archimède
Le Thé au harem d'Archimède je francouzský hraný film z roku 1985. Režisér Mehdi Charef adaptoval svůj vlastní román o životě dvou mladých lidí na pařížském banlieue.

## Děj
Teenageři Pat a Madjid žijí na zanedbaném předměstí francouzské metropole. Je jim 17 let, nemají žádnou kvalifikaci a jsou nezaměstnaní. Příležitosti k dalšímu vzdělávání selhávají kvůli Patovu nezájmu. Madjid by se rád stal instruktorem autoškoly, ale čelí rasistickému úředníkovi na úřadu práce, který ho chce umístit pouze v případě, že přijme francouzské občanství. Oba se živí podvody, kuplířstvím, krádežemi a loupežemi a jinak tráví dny bezcílně.
Pat utekl z domova, žije s přáteli ve sklepech výškových budov a smířil se se svým osudem. Madjid žije se svou velkou rodinou, kde jeho matka má několik zaměstnání, zatímco jeho otec je traumatizovaný a už nemluví. Madjid je zamilovaný do Patovy sestry Chantal, která předstírá, že pracuje jako sekretářka, ale ve skutečnosti si vydělává peníze jako prostitutka.
Také ostatní v jejich okolí nemají veselý osud. Je tu narkoman, který nechce vstát z postele, Madjidův soused alkoholik, který bije svou ženu, věčně opilá prostitutka, která nechává své dítě bez dozoru na hřišti, nebo nezaměstnaná žena, která své dítě během dne nechává u Madjidovy matky a málem spáchá sebevraždu.
Když se obtloustlý Balou, kterému se kdysi ostatní posmívali, vrací jako boháč (patrně z kriminální činnosti) zejména v Patovi vzbudí naději, že by se věci mohly změnit. Kamarádi a jejich přátelé pak ukradnou auto, se kterým chtějí všichni jet k moři, aby unikli ze svého všedního života. Tam na pláži zažijí jen krátký okamžik štěstí. Objeví se policejní auta a Madjid, který si uvědomí iluzi, které se jeho přátelé oddávají, je zatčen.
Když policejní auto odjíždí, Pat, který předtím utekl a byl z dálky svědkem zatčení, stojí na kraji silnice. Auto k němu přijede a Pat zvedne paži jako stopař, aby nastoupil vedle svého přítele.

## Název filmu
Název pochází z nedorozumění v hodiny fyziky. Balou měl napsat na tabuli „le théorème d'Archimède“, tj. Archimédův zákon. Ztratil se ve svém myšlenkovém světě a místo toho napsal homofonní termín „le Thé au harem d'Archimède“ („čaj v Archimédově harému“), za což dostal od učitele facku.

## Obsazení
| Kader Boukhanef  | Madjid        |
| Rémi Martin      | Pat           |
| Laure Duthilleul | Josette       |
| Saîda Bekkouche  | Malika        |
| Nicole Hiss      | Solange       |
| Brahim Ghenaim   | Madjidův otec |
| Nathalie Jadot   | Chantal       |

## Ocenění
- Filmový festival v Cannes: Cena mladé francouzské kinematografie
- Prix Jean Vigo: cena za nezávislou kinematografii
- César: za nejlepší filmový debut a filmový plakát; nominace v kategorii nejslibnější herec (Kader Boukhanef)